# あま市立美和中学校
あま市立美和中学校（あましりつ みわちゅうがっこう）は、愛知県あま市にある公立中学校。

## 概要
- あま市立美和小学校校区、あま市立正則小学校校区、あま市立篠田小学校校区、あま市立美和東小学校校区の生徒が通学する[1] [2]。校区は旧・海部郡美和町全域に該当する。

## 沿革
- 1947年（昭和22年）4月 - 美和村立美和中学校として開校。校舎は民間会社の社宅を改装して使用する。
- 1949年（昭和24年） - 現在地に校舎が完成する。
- 1957年（昭和32年） - 新校舎が完成する。
- 1958年（昭和33年）1月1日 - 美和村が町制施行し、美和町となる。同時に美和町立美和中学校に改称する。
- 1962年（昭和37年） - 特別教室が完成する。
- 1969年（昭和44年） - 体育館が完成する。
- 1971年（昭和46年） - 新校舎（鉄筋コンクリート造）が完成する。
- 1976年（昭和51年） - 校舎を増築する。
- 1979年（昭和54年） - 校舎を増築する。
- 1981年（昭和56年） - 校舎を増築する。
- 1990年（平成2年） - 誠友館（武道場）が完成する。
- 2000年（平成12年） - 相撲場が完成する。
- 2010年（平成22年）3月22日 - 七宝町、美和町、甚目寺町が合併し、あま市が発足。同時にあま市立美和中学校に改称する。

## 交通アクセス
- 名鉄津島線木田駅下車、徒歩約5分。

## 周辺施設
- あま市立美和小学校
- 美和歴史民俗資料館
- あま市美和文化会館
- JAあいち海部 美和支店
- 木田駅

## 出身者
- 加納虹輝 - フェンシング選手[3]